# أولي راسمونسين
أولي راسمونسين (بالدنماركية:Ole Rasmussen)، من مواليد 19 مارس 1952، لاعب كرة قدم دنماركي سابق، ومدرب كرة قدم دنماركي.
لعب مع منتخب الدنمارك لكرة القدم.

## مسيرته الكروية
لعب أولي راسمونسين خلال مسيرته الاحترافية مع 3 أندية في ثمانية عشر موسمًا وسجل خلالها 27 هدفًا ضمن 358 مباراة. ولم يفز بأي موسم بالكأس أو بالدوري.
خاض أولي راسمونسين مسيرته مع نادي نايستفيد في موسم 1971 في المرة الأولى ليلعب معه خمسة مواسم ثم في موسم 1984 واستمر معه طيلة ثلاثة مواسم، مشاركًا طوالها في 160 مباراة سجل خلالها 16 هدفًا. ثم انتقل إلى SG Gesundbrunnen Berlin ‏ في موسم 1975–76 في المرة الأولى ليلعب معه خمسة مواسم ثم في موسم 1981–82 واستمر معه طيلة ثلاثة مواسم، حيث شارك طوالها في 155 مباراة سجل خلالها 5 أهداف. لينتقل بعدها إلى نادي أودنسه في عامي 1980-1982 ولمدة موسمين، مشاركًا في 43 مباراة سجل خلالها 6 أهداف.

## روابط خارجية
- أولي راسمونسين على موقع الاتحاد الدولي (مؤرشف)  (الإنجليزية)
- أولي راسمونسين على موقع قاعدة بيانات كرة القدم.إي يو (الإنجليزية)
- أولي راسمونسين على موقع بيانات كرة القدم. دي إي (الألمانية)
- أولي راسمونسين على موقع ناشيونال فوتبول تيمز (الإنجليزية)
- أولي راسمونسين على موقع عالم كرة القدم.نت (الإنجليزية)